# シン・ウィス
シン・ウィス（신의수 (申義秀), 1985年1月22日 ）は、日本在住の韓国人男性アナウンサー、ラッパー、作曲家、司会者、ナレーター、タレント。東京生まれ韓国・ソウル育ち。2023年7月現在所属事務所はなくフリーである。NHK World Korean Serviceのアナウンサー。株式会社WISKOOLの取締代表役。クリエーターユニットTANTARASのメンバー。血液型A型。INFP。

## 略歴
- 高校時代からソウルのヒップホップクラブでライブ活動。
- 2001年、ソウル特別市清潭（チョンダム）高校にヒップホップクラブ結成。
- 2002年、ソウル特別市江南区（カンナム）の高校連合ヒップホップグループG-Tekの自ら結成。
- 2006年、大韓民国陸軍除隊後、ヒップホップグループMonkeyz Inc.として韓国でデビュー。
- 2009年、大学進学や様々な活動をするため来日。

## 学歴
- 2002年、ソウル特別市　清潭（チョンダム）高校　卒業。
- 2009年、ソウル特別市　漢陽大学校（ハニャン、Hanyang University）電子工学部　卒業。
- 2013年、東京都　日本大学大学院　芸術学部　博士前期　卒業。

## 出演

### TV
- NHK eテレ - 「テレビでハングル講座」
- フジテレビ 2018 FIFAワールドカップロシア最強サッカー番付
- Mnet - 「HipHop the Vibe」
- MBC every1 - 「アイドルマネージャー、(아이돌 매니져)」
- NHK WORLD - 「2015〜We Love Japanese Songs〜（2015）」
- NHK WORLD - 「Walking Together」 など。

### RADIO
- NHK-FM - 「音楽遊覧飛行ワールドワイド編」
- NHK R2 - 「レベルアップ　ハングル講座」
- NHK-KBS 合作番組 - 「美しき同行」司会
- NHK WORLD RADIO - 「KOREAN NEWS」
- NHK WORLD RADIO - 「ハナカフェ」、「RADIO JAPAN FOCUS」、「JAPAN HIT TUNES」
- TOKYO FM - 「Wanna Know KOREA」
- J-WAVE - 「POP OF THE WORLD」など。

### CM
- バンダイナムコ - ONE PIECE トレジャークルーズ
- BRIDGESTONE - 「PHYZ」
- HAITAI - 「コンビコーラ」
- SAMSUNG - 「ANYCALL - REDEYE」 など。

### ナレーション
- SEGA - 龍が如く 極
- MOBCAST - 「EIGHTEEN」
- など、様々な企業や公的機関等のPV